# Aceclidine
Aceclidine (Glaucostat, Glaunorm, Glaudin) là một tác nhân miotic đối giao cảm được sử dụng trong điều trị bệnh tăng nhãn áp góc hẹp. Nó làm giảm áp lực nội nhãn.

## Tác dụng phụ
Tác dụng phụ của aceclidine bao gồm tăng tiết nước bọt và nhịp tim chậm (với liều lượng quá mức).

## Cơ chế hoạt động
Aceclidine hoạt động như một chất chủ vận thụ thể acetylcholine muscarinic.